# Literaturpreis der Wilhelm und Christine Hirschmann-Stiftung
Der Literaturpreis der Wilhelm und Christine Hirschmann-Stiftung war ein deutscher Literaturpreis, den die Treuchtlinger Wilhelm und Christine Hirschmann-Stiftung 2009 stiftete. Mit ihm zeichnete sie bis 2014 nach den Stiftungsregeln das bisherige Lebenswerk eines deutschsprachigen Schriftstellers aus. Die Dotierung betrug 20.000 Euro.
Die Mitglieder der Stiftungsverwaltung haben 2015 beschlossen, keinen Literaturpreis mehr zu verleihen. Förderungen gemäß dem Stiftungszweck erfolgen in anderer Form.

## Hintergrund
Die 2009 gegründete Stiftung des mittelfränkischen Unternehmerpaares Wilhelm und Christine Hirschmann widmete sich der Förderung von Kunst, Denkmalpflege, Literatur und Bildung, vorwiegend im mittelfränkischen Raum. Dazu gehörten die Unterstützung des P.E.N.-Zentrums Deutschland (bis 2015) sowie die Vergabe von Preisen für junge Künstler aus dem Bereich Bildende Kunst.
Die Lebenswerkpreise für Literatur waren nicht auf Schriftsteller aus der Region beschränkt: In seiner Laudatio für Ludwig Fels stellt Alfred Meyerhuber fest, dass Fels auch nicht deswegen ausgezeichnet werde, weil er ein Treuchtlinger ist, sondern weil er mit seltener Sprachgewalt und dann wieder mit sanfter Poesie die dunklen Seiten der Gesellschaft und der menschlichen Existenz in Worte fasse.

## Preisträger
- 2009 Ludwig Fels
- 2012 Wolf Wondratschek[3]
- 2014 Thomas Medicus[4]